# Двигатель Toyota LR
Toyota LR — V-образный десятицилиндровый бензиновый двигатель внутреннего сгорания, совместно выпускавшийся компаниями Toyota и Yamaha с 2009 по 2012 год. 

## 1LR-GUE

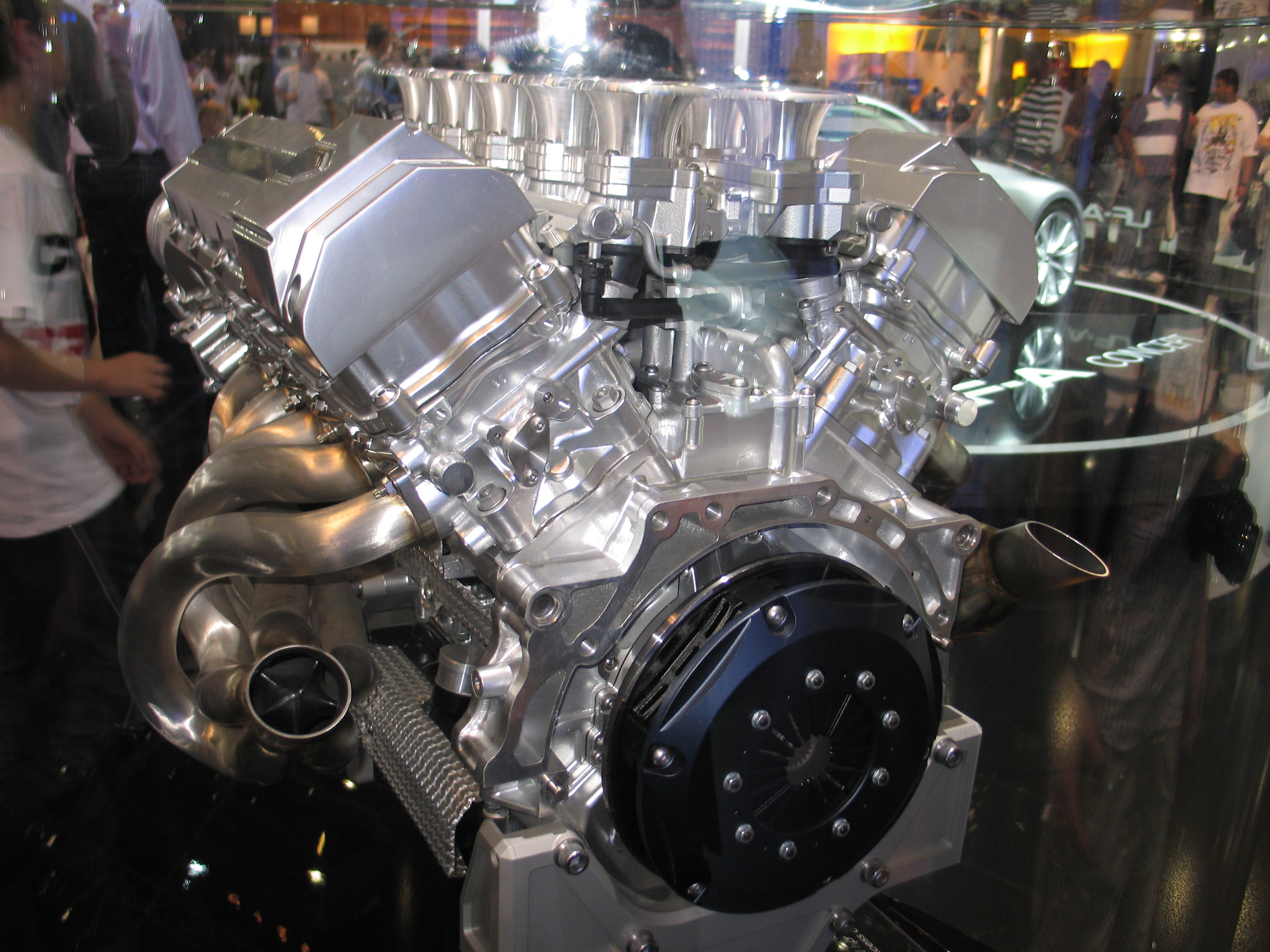
Двигатель Lexus LF-A V10

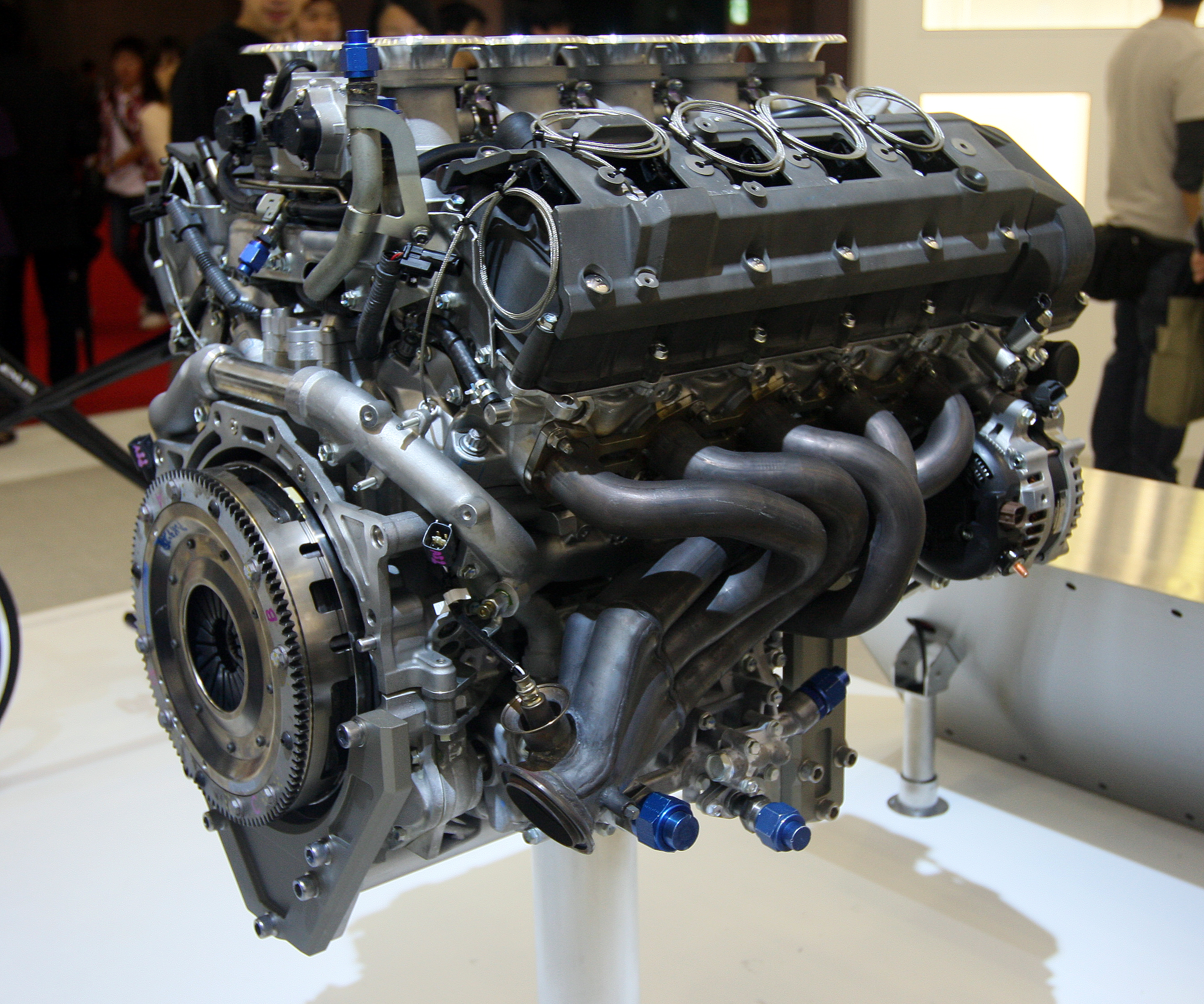
Прототип двигателя Toyota-Yamaha Lexus LF-A на Токийском автосалоне (2009 год)

1LR-GUE применялся в спорт-каре Lexus LFA. Его рабочий объём составляет 4,8 л (4805 см3), а количество клапанов на цилиндр — 4. Двигатель сделан из алюминиевых, магниевых и титановых сплавов. Считается, что 1LR-GUE меньше, чем многие двигатели V8.
Масляный и водяной насосы расположены в задней части двигателя, а система смазки использует сухой поддон. Клапаны изготовлены из титана, а коромысла покрыты алмазоподобным покрытием. Каждый цилиндр оснащён независимой дроссельной заслонкой с электронным управлением.
Компания Yamaha заключила контракт на совместную разработку модели 1LR-GUE. Выхлопная система была разработана совместно с музыкальным подразделением Yamaha. Инженеры описали звук двигателя как «рёв ангела».
Максимальная мощность двигателя составляет 412 кВт (553 л. с.) при 8700 об/мин, а максимальный крутящий момент двигателя составляет 480 Н⋅м при 6800 об/мин. Красная зона двигателя составляет 9000 об/мин и отключает подачу топлива при 9500 об/мин, при этом 90% крутящего момента развивается при 3700—9000 об/мин. На LFA был установлен ЖК-тахометр, поскольку аналоговый прибор, как утверждается, недостаточно реагировал на способность двигателя изменять обороты. В 2012 году был побит мировой рекорд, путём установки на Lexus LFA самого быстрого серийного двигателя, который набирал обороты от холостого хода до предельных за 0,6 секунды. Он оснащён одним круглым циферблатом и центральным тахометром с жидкокристаллической стрелкой. Когда частота вращения двигателя превышает 9000 об/мин, область дисплея становится красной, предупреждая водителя о необходимости переключения на более повышенную передачу.

### Технические характеристики
- Диаметр цилиндра × Ход поршня: 88 мм × 79 мм
- Степень сжатия: 12,0:1
- Угол V-образной формы: 72°
- Экологические нормы: Евро-5

### Применение
- Lexus LFA